# Markt (Jüterbog)

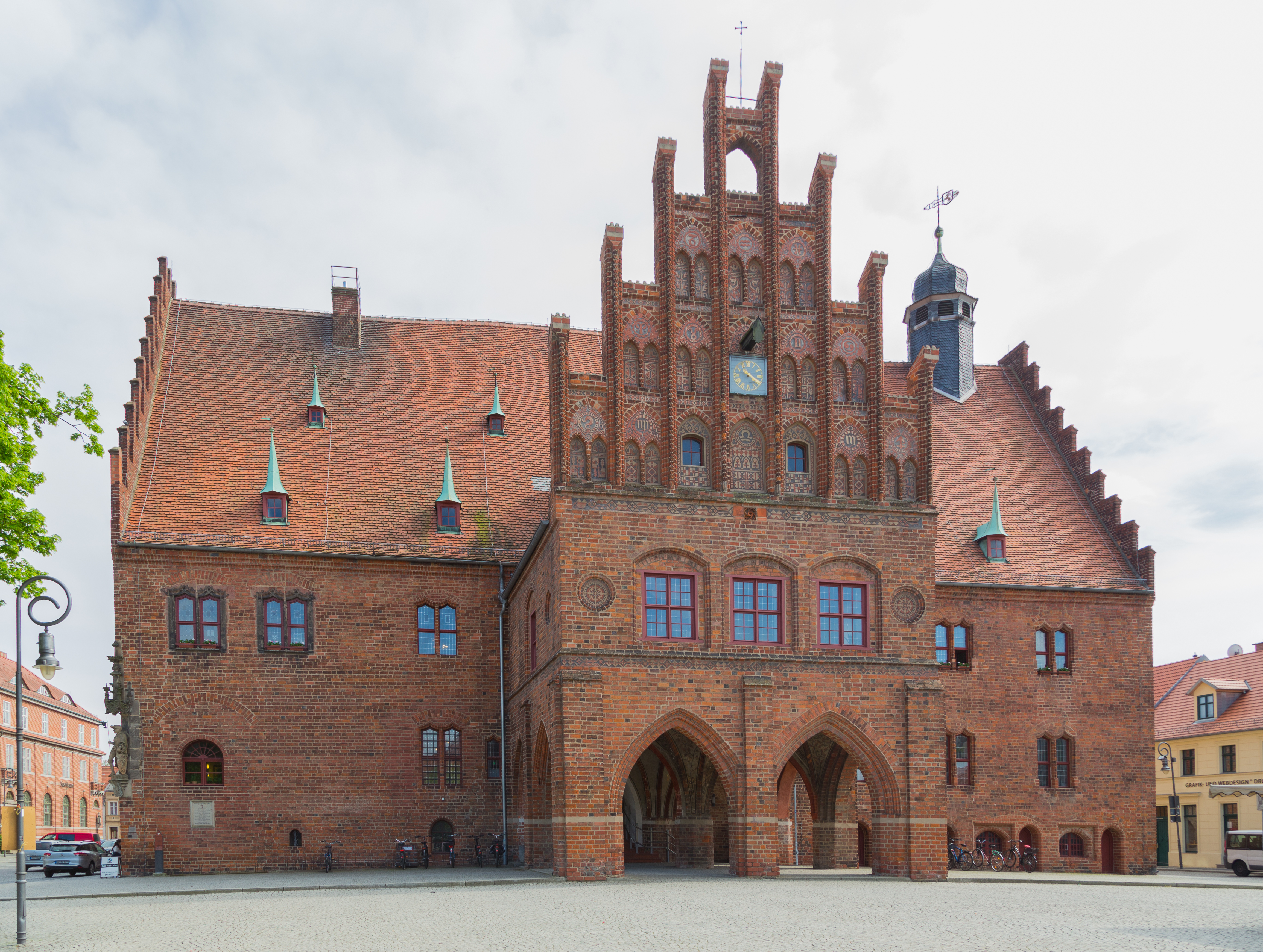
Das Rathaus mit dem Markt davor.

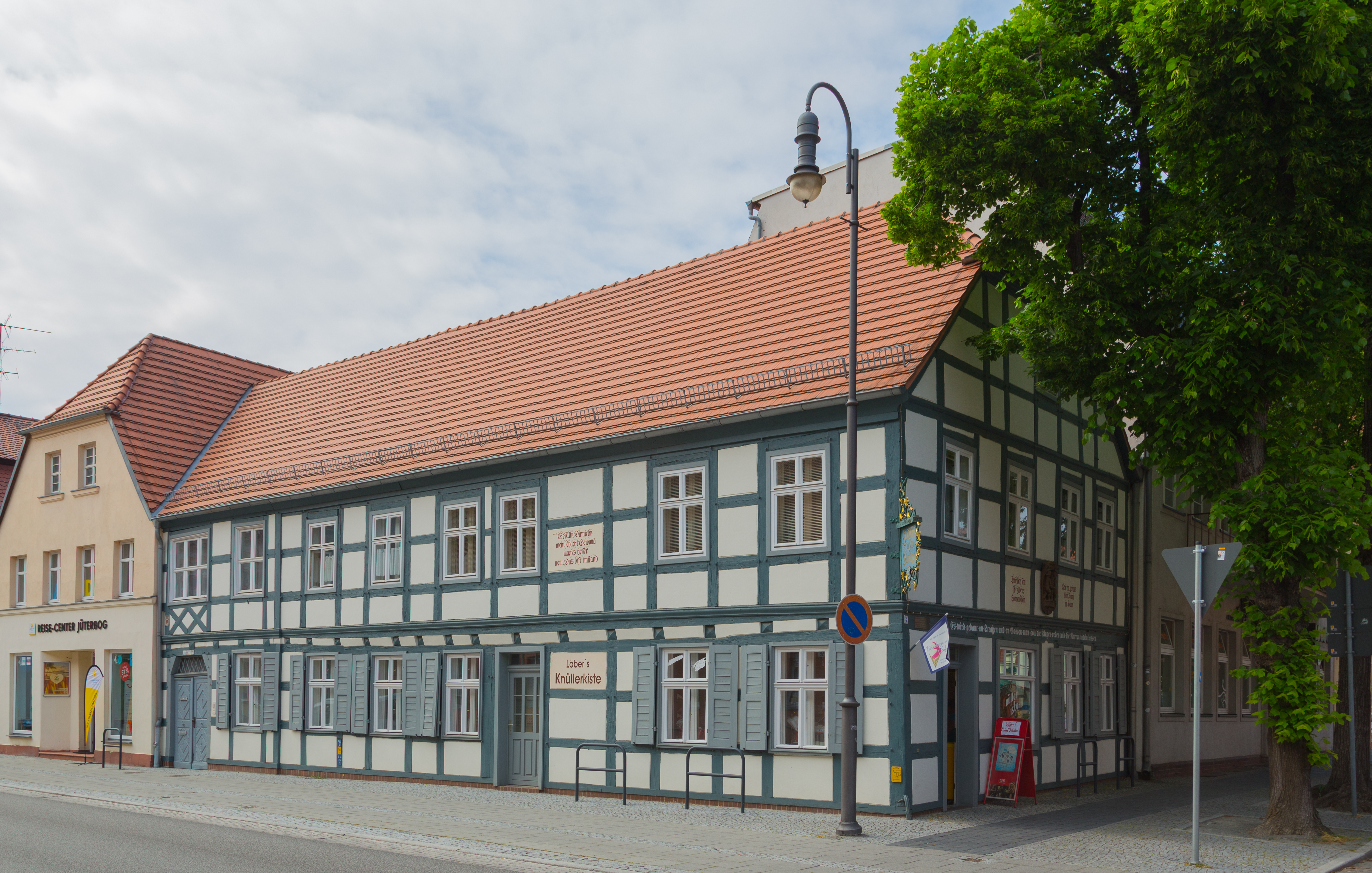
Das Haus Markt 17, dessen eine Seite an der Großen Straße liegt.

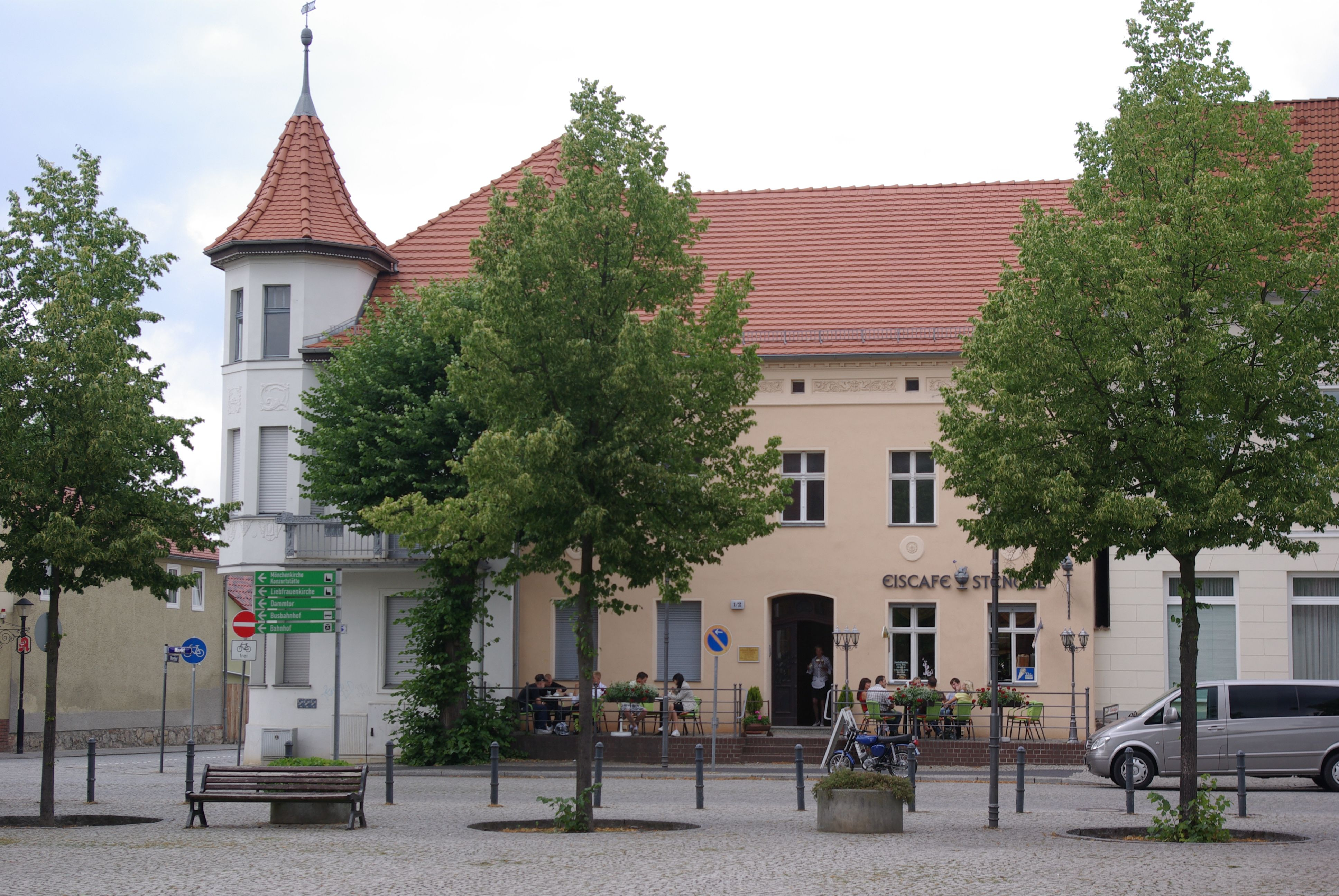
Das Haus Markt 1/2

Der Platz Markt ist der zentrale Platz in Jüterbog. Hier befindet sich das Rathaus der Stadt. In der Straße sind 24 Häuser und ein Denkmal denkmalgeschützt. Eine genaue Aufstellung der denkmalgeschützten Häuser befindet sich in der Liste der Baudenkmale in Jüterbog.

## Lage
Der Markt liegt fast in Nord-Süd-Richtung in der Mitte der Altstadt. Die Straßen, die auf den Markt münden, beginnend an der nordwestlichen Ecke, sind: Mönchenstraße, Wüsthof, an der nordöstlichen Ecke die Zinnaer Straße, an der östlichen Seite die Nikolaikirchstraße, an der südöstlichen Seite die Pferdestraße und an der südöstlichen Ecke die Große Straße. Der Markt wird geteilt durch die Töpfergasse, die südlich des Rathauses entlang läuft. Dieser südliche Teil des Marktes ist bebaut. Die Nummerierung läuft von der Ecke Mönchenstraße / Wursthof im Uhrzeigersinn um dem Markt. Der Markt hat eine Breite (Ost-West) von etwa 50 Meter und eine Länge von etwa 90 Meter. Die Straßen in Nord-Süd-Richtung sind in Richtung Norden Einbahnstraßen.
An der westlichen Seite des Rathauses befindet sich die Gasse Karnip. Der Ursprung des Namens ist ungeklärt. Die Häuser hier wurden aber immer zum Markt gerechnet.

## Geschichte
Die jetzige Größe des Marktes erhielt der Platz wahrscheinlich im 13. Jahrhundert. Auf dem Markt finden seit 1285 Wochenmärkte statt. Auf dem Markt befand sich auch die Gerichtsstätte der Stadt Jüterbog. An der Ostseite des Marktes fanden Züchtigungen statt, Hinrichtungen fanden in der Mitte des Platzes statt. Das größte Gebäude des 1285 erstmals erwähnten Marktes ist das Rathaus.
Im Jahr 1880 wurde auf dem Platz ein Denkmal für die Kriege von 1864, 1866 und 1870/1871 errichtet. Im Jahr 1936 wurde das Denkmal in die Zinnaer Vorstadt gesetzt, 1945 wurde es zerstört. Im Jahr 1911 wurde der Durchbruch zur ehemaligen Sackgasse Wüsthof geschaffen, man konnte jetzt direkt von der Schillerstraße zum Markt gelangen. 1936 wurde der Platz umgebaut, die vier Linden vor der Gerichtslaube wurden gefällt. Die Lindenreihe an der Ost- und Westseite wurden angelegt.
Von 1945 bis 1991 hieß der Markt Platz der Jugend. 1991/1992 wurde er neu gepflastert.

## Häuser
Am Markt befinden sich 25 Häuser und ein Denkmal, die unter Denkmalschutz stehen. Die wichtigsten Denkmale im Einzelnen:
- Das Haus Markt 2 war das Gasthaus Zum Löwen, die Gaststätte schloss nach dem Zweiten Weltkrieg. Das Haus an der Ecke Wüsthof wurde 1815 errichtet, 1878 und 1893 umgebaut. Es ist gut erhalten und ein Beispiel des gehobenen Wohnungsbaus Anfang des 20. Jahrhunderts.
- Das Haus Markt 5 wurde Anfang des 18. Jahrhunderts erbaut. Das Nachbarhaus gehört zur Zinnaer Straße. Es ist ein zweigeschossiges Fachwerkhaus mit Krüppelwalmdach. Hier, und im Haus Zinnaer Straße 17, befand sich der Gasthof Zu den Sieben Kurfürsten. Philipp Hainhofer beschrieb die Gaststätte 1617 als eine der besten in Deutschland. Das Haus brannte im Dreißigjährigen Krieg ab, die Kelleranlage aus der Zeit ist noch vorhanden.
- Das jetzige Haus Markt 6 wurde in den Jahren 1956 / 1957 im Stile der umstehenden Häuser erbaut. Davor stand hier die Gastwirtschaft Zur süßen Ecke, diese brannte im Jahre 1945 aus. Früher stand hier das Wallenstein-Haus, während des Dreißigjährigen Krieges in den Jahren 1626 und 1627 wohnte hier Wallenstein.
- Das Haus Markt 7/8 ist 1897 als Ohrenapotheke erbaut worden. Das Haus ist ein Ziegelbau mit Stuckgliederung. Heute befindet sich im rechten Teil ein Café.
- Das Haus Markt 10 entstand wahrscheinlich um 1839. Es steht an der Ecke Mittelstraße gegenüber dem Rathaus. Das Haus wurde 1997 renoviert, seitdem beinhaltet es die Markt-Passagen. Die Kelleranlage stammt aus dem 16. Jahrhundert.
- Das zweigeschossige Haus Markt 11 ist um 1770 errichtet worden. Von 1895 bis etwa 1955 befand sich eine Gaststätte in dem Haus. Unter dem Haus befindet sich eine Kelleranlage wahrscheinlich 16. oder 17. Jahrhundert.
- Das Haus Markt 15/16 wurde von der Kreissparkasse in den Jahren 1913/1914 erbaut. Die Architekten waren Ernst Paulus und Olaf Lilloe. Das Haus ist ein dreigeschossiges Haus in einem Grundriss in L-Form an der Ecke zur Großen Straße, die längere Seite liegt am Markt.
- Das Haus Marktstraße 17 ist die ehemalige Bäckerei Blumberg. Es wurde im 18. Jahrhundert südlich des Rathauses errichtet. Die Traufseite liegt an der Großen Straße; bis 1999 war die Adresse Große Straße 53.
- Das Haus mit der Adresse Markt 21 ist das Rathaus. Der Bau des Rathauses wurde 1499 als Kaufhaus begonnen, es wurde 1994 renoviert. Am Rathaus befindet sich eine Gedenktafel für in Konzentrationslager oder Vernichtungslager ermordete Jüterboger Bürger. Die Gedenktafel ist in der Denkmalliste extra aufgeführt.
- Das Haus Markt 34 war ein Gasthof, den es hier seit etwa 1500 gab. Der Neubau erfolgte 1760. Das Haus ist zweigeschossig, heute ist das Fachwerk sichtbar. Zu dem Haus gehört eine große mittelalterliche Kelleranlage.
- Das Haus Markt 36 liegt an der Ecke zur Mönchenstraße und wurde 1837 erbaut. Im Jahr 1914 wurde das Haus umgebaut, es wurden Schaufenster eingebaut. Unter dem Haus gibt es eine gut erhaltene Kelleranlage aus dem Mittelalter.